# Saint-Denis-d'Augerons
Saint-Denis-d'Augerons é uma comuna francesa na região administrativa da Normandia, no departamento de Eure. Estende-se por uma área de 4,18 km². Em 2010 a comuna tinha 86 habitantes (densidade: 20,6 hab./km²).